# Cleistes moritzii
Cleistes moritzii är en orkidéart som först beskrevs av Heinrich Gustav Reichenbach, och fick sitt nu gällande namn av Leslie Andrew Garay och Galfrid Clement Keyworth Dunsterville. Cleistes moritzii ingår i släktet Cleistes, och familjen orkidéer. Inga underarter finns listade i Catalogue of Life.